# Taoka Fumiko
Taoka Fumiko (jap. 田岡 フミ子; * um 1920 in der Präfektur Hyōgo als Fukayama Fumiko (深山 フミ子); † 24. Januar 1986) war die Ehefrau von Taoka Kazuo, dem dritten Bandenchef (Kumichō) der Yakuza-Gruppe Yamaguchi-gumi. Besondere Bekanntheit erlangte sie, als sie nach dessen Tod die Führung der Organisation übernahm.

## Leben
Fukayama Fumiko heiratete im Mai 1944 den Yakuza Taoka Kazuo. Nach dem Tod ihres Mannes Taoka im Juli 1981 übernahm sie die Leitung dessen Yakuza-Gruppe Yamaguchi-gumi. Unterstützt wurde sie hierbei von einem achtköpfigen Gremium. Dies war ein in dem patriarchal geprägten Yakuza-Milieu ein bisher ungewöhnlicher Schritt, obgleich Frauen durchaus einflussreich sein können, sich jedoch eher im Hintergrund aufhalten. Über Fumiko selbst wurde berichtet, dass sie zu Lebzeiten ihres Mannes eine vermittelnde Rolle zwischen ihm und dessen Untergebenen einnahm und sich bemühte, Konflikte innerhalb der Organisation zu vermeiden.
Ursprünglich sollten sich Taoka Fumiko und ihr Gremium die Leitung der Organisation temporär um die Führung der Organisation kümmern, bis der bisherige Stellvertreter von Taoka Kazuo, Yamamoto Ken’ichi, aus dem Gefängnis entlassen werden würde. Als Yamamoto jedoch im Februar 1982 noch vor seiner Entlassung starb, zeichnete sich ab, dass der nächste Bandenchef aus den Reihen des Gremiums kommen würde. Bei der Wahl zum neuen Bandenchef konnte sich Takenaka Masahisa, Taoka Fumikos favorisierter Kandidat, gegen Yamamoto Hiroshi durchsetzen. Ihr Versuch, Yamamoto auf den neuen Bandenchef einzuschwören, scheiterte jedoch. Dieser erkannte Takenakas Sieg nicht an, sagte sich mit anderen Gleichgesinnten von Yamaguchi-gumi los und gründete im Juni 1984 die Yakuza-Gruppe Ichiwa-kai. Kurz darauf übergab Taoka Fumiko die Führung von Yamaguchi-gumi in einer feierlichen Zeremonie auf der Insel Shikoku an Takenaka.